# Bartolomeo Camerario
Bartolomeo Camerario (Benevento, 1497 – Roma, 1564) è stato un giurista italiano.

## Biografia
Lavorò come insegnante di diritto civile e feudale all'Università di Napoli tra il 1524 ed il 1526, nel 1529 ricoprì la carica di Presidente della Camera Sommaria e successivamente quella di Conservatore del Real Patrimonio in Italia, al fine di controllare le finanze italiane. Per la bravura dimostrata nell'incarico divenne Luogotenente della Sommaria. 
Per il suo carattere irrequieto venne soprannominato Bartolomeo Temerario.
Nel 1548 venne sospeso dall'incarico e giudicato colpevole per vari crimini, fuggì  in Francia, dove si dedicò alla stesura di alcuni scritti di stampo teologico, solo nel 1556 tornò a Roma. Qui Paolo IV lo nominò, Commissario Generale dell'Esercito ed in seguito Amministratore dell'Annona. Nel 1558 fu accusato di malversazione e arrestato. Rimase in prigione per due anni.
Nella città di Benevento si ritrova una strada a lui dedicata, fra piazza Piano di Corte e Corso Garibaldi.